# Онищенко, Павел Евгеньевич
Па́вел Евге́ньевич Они́щенко (род. 19 июня 1984) — российский легкоатлет, специалист по барьерному бегу. Выступал на профессиональном уровне в 2000-х годах, трёхкратный бронзовый призёр чемпионатов России, победитель и призёр первенств всероссийского значения. Представлял Пензенскую область и Москву. Мастер спорта России.

## Биография
Павел Онищенко родился 19 июня 1984 года. Занимался лёгкой атлетикой в Пензе, выступал за Российскую Армию. Проходил подготовку под руководством тренеров А. Н. Гордеева и М. В. Вдовина. Окончил Пензенский государственный университет архитектуры и строительства.
Впервые заявил о себе в лёгкой атлетике в сезоне 2003 года, когда в беге на 60 метров с барьерами выиграл бронзовую медаль на зимних студенческих соревнованиях в Москве.
В 2004 году в барьерном беге на 60 метров дошёл до полуфинала на зимнем чемпионате России в Москве, взял бронзу на чемпионате России среди студентов в Москве. В барьерном беге на 110 метров финишировал седьмым на всероссийских соревнованиях в Туле, восьмым на Мемориале Владимира Куца в Москве, шестым на Мемориале братьев Знаменских в Казани, получил серебро на молодёжном чемпионате России в Чебоксарах.
В 2005 году в беге на 60 метров с барьерами выиграл бронзовые медали на турнире «Русская зима» в Москве и на Кубке губернатора в Самаре, дошёл до полуфинала на зимнем чемпионате России в Волгограде, стал шестым на молодёжном чемпионате России в Москве. В беге на 110 метров с барьерами был пятым на всероссийских соревнованиях в Сочи, с личным рекордом 13,84 победил на открытом молодёжном первенстве Москвы, занял четвёртое место на молодёжном чемпионате России в Туле, пятое место на всероссийских соревнованиях в Казани, превзошёл всех соперников на открытом чемпионате Москвы, завоевал бронзовую награду на летнем чемпионате России в Туле, успешно выступил на международных турнирах в Бельгии.
В 2006 году среди прочего стал серебряным призёром на Рождественском кубке в Москве, показал седьмой результат на всероссийских соревнованиях в Сочи, дошёл до полуфинала на чемпионате России в Туле, занял шестое место на Кубке России в Туле, выиграл серебряную медаль на молодёжном чемпионате Латвии в Валмиере.
В 2007 году в 60-метровом барьерном беге был четвёртым на Рождественском кубке в Москве, вторым на Кубке губернатора в Волгограде, стартовал на зимнем чемпионате России в Волгограде. В 110-метровом барьерном беге финишировал шестым на всероссийских соревнованиях в Сочи, пятым на Мемориале братьев Знаменских в Жуковском, пятым на Кубке России в Туле, третьим на летнем чемпионате России в Туле, вторым на чемпионате России среди военнослужащих в Самаре.
В 2008 году в беге на 60 метров с барьерами занял шестое место на Рождественском кубке в Москве, второе место на Кубке губернатора в Волгограде, пришёл к финишу третьим на Кубке губернатора в Самаре и четвёртым на зимнем чемпионате России в Москве. На летнем чемпионате России в Казани стал четвёртым в беге на 110 метров с барьерами и вместе с командой Пензенской области выиграл бронзовую медаль в программе эстафеты 4 × 100 метров.
В 2009 году на зимнем чемпионате России в Москве и на летнем чемпионате России в Чебоксарах не смог пройти дальше предварительных квалификационных этапов.
В 2010 году ещё выступил на зимнем чемпионате России в Москве и вскоре завершил спортивную карьеру.
Впоследствии работал тренером по лёгкой атлетике и общефизической подготовке в Пензе, занимался организацией турниров по теннису.